# 1976 à la télévision
| Années de la télévision : 1973 - 1974 - 1975 - 1976 - 1977 - 1978 - 1979    |
| Décennies de la télévision : 1940 - 1950 - 1960 - 1970 - 1980 - 1990 - 2000 |

Cet article présente les faits marquants de l'année 1976 à la télévision.

## Évènements
- 1er janvier : TF1 passe en SECAM / VHF / 625 lignes, et diffuse ses premières émissions en couleur.
- Déréglementation autorisant des télévisions privées à émettre localement en Italie. En 1983, l’Italie comptera 700 chaînes locales (400 en 1990).
- La retransmission télévisée des Jeux olympiques de Montréal attire une audience estimée à un milliard de téléspectateurs.

## Émissions
- 6 janvier : Première de l'émission 30 millions d'amis sur TF1.
- 22 mars : Les Jeux de 20 Heures sur France Régions 3.
- 28 mars : Première de l'émission Cinéma de minuit sur FR3.
- 27 juin : Dernière de l'émission Le Petit Rapporteur sur TF1.
- 16 octobre : Dernière de l'émission Samedi est à vous sur TF1. Elle reviendra le 12 septembre 1987.

## Séries télévisées
- La série américaine Super Jaimie fait son apparition. Autre héroïne aux super pouvoirs: Wonder Woman.
- août : premiers épisodes de la série Les Jours heureux (titre original : Happy Days)
- 4 août : Premier épisode de la série Commissaire Moulin

## Feuilletons télévisés
- mai : Sandokan, coproduction italo-franco-allemande de Sergio Sollima, diffusée sur TF1
- septembre : La Poupée sanglante de Robert Scipion
- décembre : Ces beaux messieurs de Bois-Doré de Bernard Borderie

## Téléfilms
- novembre : Le Milliardaire, téléfilm français de Robert Guez, diffusé le 10 novembre 1976,

## Distinctions

### Emmy Award(États-Unis)
- Meilleure série de prime-time : Police Story (série télévisée)
- Meilleure série hors prime-time : Another World (NBC)
- Premier rôle d’une série de prime-time : 
  - meilleur acteur : Peter Falk dans Inspecteur Columbo (NBC)
  - meilleure actrice : Michael Learned dans La Famille des collines (NBC)
- Meilleur premier rôle d’une comédie de prime-time : Mary Tyler Moore

## Principales naissances
- 8 janvier : Jessica Leccia, actrice américaine.
- 9 mars : Vincent Desagnat, acteur français.
- 18 avril : Melissa Joan Hart, actrice américaine.
- 30 mai : Omri Katz, acteur américain.
- 27 septembre : Aurélie Konaté, actrice et chanteuse française.
- 5 octobre : Alessandra Sublet, animatrice de télévision française
- 26 décembre : Thomas Leridez, animateur de radio (Radio France, VivaCité) et de télé (France 3).

## Principaux décès
- 3 mars : François de La Grange, journaliste français (° 20 août 1920).
- 2 avril : Ray Teal, acteur américain (° 12 janvier 1902).
- 28 août : Anissa Jones, actrice américaine de la série Cher oncle Bill (Family Affair), d'une surdose, à 18 ans.